# 陳嗣慶
陳嗣慶（越南语：／；？—1224年1月3日），越南李朝晚期的政治人物。陳嗣慶出身於即墨鄉陳氏豪族，1209年，其妹陳氏嫁與太子李旵（即李惠宗），陳氏一家成為李朝外戚，而他本人於父親陳李死後，統領陳氏家族。其後，陳嗣慶乘國內動盪起兵控制朝廷，於1216年出任太尉，掌握軍事大權。在朝中，因李惠宗皇帝患病常發癲狂，陳嗣慶與兄長陳承共同主政，此外又致力打擊阮嫩、段尚等地方割據勢力。陳嗣慶死後，獲追封為建國大王（又作建國王），他的族弟陳守度繼續操縱李朝朝政，並最終令陳承之子陳煚取得帝位，創立陳朝。

## 家世及出身
陳嗣慶的先世，自中國遷入越南後，居於即墨鄉（在南定），世代以漁為業，並因此致富，《大越史記全書》便提到陳氏一族在當地勢力漸盛，「傍人歸之，因有眾」。
陳嗣慶是李朝晚期陳氏領袖陳李的次子。李朝在高宗時期（1175年至1210年在位）呈現衰像，「朝政紊亂，民心乖離」，亂事頻繁，「盜賊蜂起」，朝廷統治威信低落。1209年（治平龍應五年），將領郭卜在國都昇龍（今河內市）造反，攻入皇宮，李高宗與太子李旵出逃。李旵在途中娶陳李之女陳氏，私底下對陳氏一家大行封賞，如封陳李為明字（「明字」為李朝爵號名），陳氏之舅蘇忠詞（一作蘇忠嗣）為「殿前指揮使」。其後，陳氏兄弟召集鄉兵，平定郭卜的亂事，並護送李高宗返京。
1210年（治平龍應六年），陳李去世，陳嗣慶繼承其領導地位，並獲李氏朝廷封賜爵號。關於他的爵銜，越南古代史籍記載有異。《越史略》記載是「順流明字」，《大越史記全書》則記載為為「順流伯」。。
同年，李高宗死，太子李旵繼位，是為李惠宗（1210年─1224年在位）。1211年（建嘉元年），陳嗣慶遣人送妹妹陳氏入宮，立為「元妃」，陳嗣慶本人獲晉爵為「彰誠侯」，其舅蘇忠詞（一作蘇忠嗣）為太尉、封順流伯。

## 控制朝廷
雖然陳氏家族成為李朝外戚，但陳嗣慶卻起兵進犯朝廷。陳嗣慶之所以出兵，據《越史略》所載，是由於1211年（建嘉元年），與嗣慶為敵的洪州（一作烘州）割據勢力領袖段尚、段文雷（《安南志略》作「段摩雷」），向李惠宗進讒稱「嗣慶將發兵赴京師，欲圖改立」。李惠宗聽信其言，就調動兵馬討伐嗣慶，並貶陳氏為「御女」，陳嗣慶遂起兵造反。1212年（建嘉二年）農曆二月，陳氏軍隊攻入國都昇龍（今河內），李惠宗、譚太后（李惠宗生母）被俘，李惠宗發誓自己願意「遜於天位，以讓賢德」，嗣慶聞言後「叩頭流血」，撤出國都，暫時解除對朝廷的威脅。
同年十二月，嗣慶以朝臣尹信翊「阿諛上意、瀆亂」為由，再次發兵入京，捕尹信翊。1213年二月，陳嗣慶聽聞「惠為太后所苦」，認為妹妹遭受虐待，便又「以兵犯闕」。李惠宗「發諸道兵捕嗣慶」，支持朝廷的各路軍隊中，包括洪州割據者段尚、北江道諸軍等等。陳嗣慶為緩和緊張氣氛，於三月放尹信翊回京，臨行前收買信翊，要求他向李惠宗、譚太后說好話，勸他們「勿聽小人之言，使予得以保全性命」，但尹信翊回宮後卻說「嗣慶有篡逆之心」，令李惠宗、譚太后更為忌恨。四月，李惠宗命太尉譚以蒙調集軍隊，準備與陳嗣慶對決。
1214年（建嘉四年）正月，陳氏軍隊從水陸兩路，向國都昇龍進發。在雙方交戰中，陳氏軍隊取得多次勝利。李惠宗欲親攻嗣慶，途中適值大霧，遇上陳氏軍中的王犁、阮改部隊，犁、改「鼓譟勒兵」，朝廷軍竟不戰自潰，李惠宗逃脫，而龍舟被陳氏軍所獲；太尉譚以蒙、安仁王率北江道諸軍，到達安沿步時被陳承（嗣慶之兄）擊敗；陳守度、陳獻琛在慈調步擊敗朝廷軍；潘鄰（又作潘隣）、阮嫩在椰市，擊敗洪州段氏軍隊。陳氏在各處獲勝後，嗣慶分遣諸將招撫要地，賴靈守義住，潘鄰守超類、陳守度守朗隘、范茄守貧隘、阮嫩守北江。段尚、段文雷、段可攻陳守度，但被守度擊退；李惠宗派安鐵人申長、申荄等進攻阮嫩，但亦反被殲滅。
陳氏軍隊接連獲勝後，陳嗣慶剪下頭髮，派人贈給李惠宗，以示謝罪，並說「臣見群小在側，壅遏忠良，……故因國人之怒，起兵以討此輩，剪除禍根，以慰眾心耳」，要求李惠宗在陳氏軍隊的護送下，一同返京。李惠宗雖欲妥協，但因譚太后聽尹信翊所說「彼人久蓄異心，欲設計以俘囚耳」，堅持不許依從陳嗣慶，惠宗便與譚太后、御女陳氏一同出逃，繼續對抗陳嗣慶。陳嗣慶則改立李英宗之子惠文王為新君，改元「乾寧」，號「元皇」。
陳嗣慶得勢後，在國都昇龍肆行搶掠及破壞。1214年四月，陳嗣慶發兵，「畧官府金銀貨物」，派人「焚京都宫室十九所」。九月丁亥，陳嗣慶「縱軍士虜御府財物，因焚其宫室及京城人家殆盡」。但與此同時，陳嗣慶手下將領背叛者漸多。同年四月，甘蔗將軍潘具、杜備作反，嗣慶派兵征討，但不勝而回。阮嫩亦作反，佔據北江。
1216年（建嘉六年）五月，李惠宗因杲人杜芮作亂，加上獲悉譚太后欲殺陳氏，就與陳氏一同投奔嗣慶軍中。同年十二月，陳氏被冊立為皇后，陳嗣慶任太尉，陳承任內侍判首。嗣慶遂取得「調補軍伍、造戰器、習武藝」的權力，陳氏一族「軍勢稍振」。
其後，李惠宗患病，據史籍記載他「中風疾，醫治不驗」。1217年（建嘉七年），惠宗「漸發狂」，處理政事的能力亦受影響，遂由陳嗣慶主理朝政，從此「天下大權漸移焉」。

## 征討群雄

### 對洪州段氏的戰事
洪州段氏的主要領導者，有段尚、段文雷（又作段摩雷）等人。段尚是嘉祿樁度人，據《越史略》所載，段尚曾於1207年（治平龍應三年）農曆八月作反，與段文雷據有烘州（即洪州）。1211年（建嘉元年），陳嗣慶與洪州段氏相攻，李氏朝廷卻封段尚為侯爵。1212年（建嘉二年），李惠宗命段尚募洪州人民為兵，段尚見朝廷勢弱，在當地擅作威福，被群臣彈劾下獄，但逃回洪州，「嘯聚群黨，築城稱王」，李氏朝廷亦無從制止。其後李惠宗討伐陳嗣慶，段尚協助朝廷，但在戰事中不敵陳氏軍隊。
陳嗣慶成功控制朝廷後，1217年（建嘉七年），段尚「舉眾降」，獲冊封為王。1218年（建嘉八年），陳嗣慶為了抗衡割據北江的阮嫩，就與段氏結成姻親，將妹妹陳三娘嫁與段文雷。此事在黎崱的《安南志略》亦有記載，但人名略有差異：「昊旵時，國威州賊沅年（當即阮嫩），號金天大王，與烘路段摩雷叛。陳（指陳承）與建國（指陳嗣慶）擊之。不克。乃說摩雷和親，併力攻年，反為所敗。」另外，據《大越史記全書》所載，陳朝開國後，段尚在1228年（建中四年）被阮嫩所消滅。

### 對阮嫩的戰事
阮嫩是仙遊扶明人。據《越史略》，阮嫩是北江地區將領，因得陳嗣慶賞識，收為己用。1214年（建嘉四年），阮嫩協助陳嗣慶，率領國威州兵，據守北江，擊敗朝廷軍隊。但同年四月背叛陳嗣慶，據北江。六月，李惠宗封之為侯，1215年（建嘉五年）二月，晉封為王。其後數年，陳嗣慶出兵征討阮嫩，但未能將之消滅。1219年（建嘉九年）二月，陳嗣慶向惠宗奏請阮嫩曾「從軍擊賊以贖罪」，惠宗許之。1220年三月，阮嫩在扶董鄉自稱「懷道王」，並向朝廷稱臣。最後，阮嫩病死，陳氏才大致統一全國。

### 對各地勢力的戰事
- 丁感：1211年（建嘉元年）農曆七月，陳嗣慶攻麻雷地區的丁感，但戰敗而回。十月，嗣慶再攻，丁感戰敗，逃入山獠。[31]
- 國威州：1213年（建嘉三年）二月，陳嗣慶攻國威州，降之。[11]
- 丁可、裴都：1214年（建嘉四年）五月，陳嗣慶與丁可、裴都交戰於大黃州，嗣慶成功將之擊破。[18]
- 阮堂：快路地區的阮堂原助陳嗣慶對抗阮嫩，但後來阮堂叛嗣慶，與阮嫩通謀。1215年（建嘉五年）三月，陳嗣慶攻快鄉的阮堂，阮堂及其子阮吐投降。阮嫩攻阮堂，被嗣慶所擊退。五月，嗣慶將其妹陳三娘嫁與阮堂。[32]
- 大黃：1215年五月，嗣慶攻大黄地區，但軍潰，將軍阮堂溺死。[32]
- 廣威蠻：1218年（建嘉八年）十月，陳嗣慶征討廣威蠻，但未能討滅。[29]
- 何高：1220年（建嘉十年）四月，陳嗣慶與陳承率兵攻歸化寨的何高，包圍甚急，何高自殺，於是上源路、三帶江等皆平。[25]
- 蒙柵山獠：1223年（建嘉十三年）孟冬十月，陳嗣慶伐蒙栅山獠。[33]

## 去世及權力傳承
陳嗣慶於建嘉十三年農曆十二月己卯日（西曆1224年1月3日）去世，追封為「建國大王」。李惠宗與譚太后都出席其喪禮，史載二人「哭之盡哀」。
陳嗣慶死後，其兄陳承任「輔國太尉」，族弟陳守度為「領殿前諸軍扈衞禁庭」，陳氏繼續控制朝廷。同年十月，李惠宗之女李佛金即皇帝位，是為李昭皇。1225年（天彰有道二年），陳守度安排陳承之子陳煚娶李昭皇。不久，便令陳煚取代李氏帝位，建立陳朝。

## 親屬
- 父：陳李。為陳氏家族領導人物，1210年（治平龍應六年）死後由陳嗣慶繼領其眾。
- 母：蘇氏。1213年（建嘉三年）初，陳嗣慶興兵犯闕，一度攻入皇宮，安置其母蘇氏在內。後來李氏朝廷反攻，蘇氏「踰城登舟而遁」，得以脫險。
- 舅：蘇忠詞（一作蘇忠嗣）。1209年（治平龍應五年）太子李旵娶陳氏，蘇忠詞亦獲授任殿前指揮使，後來於1211年（建嘉元年）李旵即位後授任為太尉。
- 兄：陳承。陳嗣慶死後任太尉，其子陳煚最終取代李氏帝位。
- 妹：陳氏。嫁與李朝太子李旵。
- 妹：陳三娘。1215年（建嘉五年）陳嗣慶安排嫁與快路割據者阮堂。不久阮堂死。1218年（建嘉八年）陳嗣慶將她嫁與洪州割據者段文雷。
- 族弟：陳守度。陳嗣慶死後，由其繼續主理李朝朝政，及安排奪取帝位。
- 姪：陳煚。陳承之子，娶李惠宗之女李昭皇，最後取代帝位。

※以上各項，散見於《越史略》及《大越史記全書》等史籍。

## 評價
越南後黎朝時期史家吳士連認為，陳嗣慶對李氏朝廷起兵，是「跡非而情順」的表現：「陳嗣慶以惠后為太后所苦之故興兵犯闕，請奉迎乘輿，當此之時，人心不能無疑，惠宗所以有收捕之令而不克。嗣慶欲其事之必成而屢動，乘輿播遷至再，罪皎然也。然而惠宗、惠后卒依嗣慶以安，則其罪釋矣。跡非而情順，文不與而實與也。」後黎朝另一位史家黎嵩認為，陳嗣慶控制李氏朝廷，實屬一段昏亂的歷史時期，「君弱臣強，天怨人怒，政暴刑繁，民窮盜起，而喪國之兆，已決於斯矣」。